# Slavko Podmenik
Slavko Podmenik, slovenski politolog, psiholog, univerzitetni in gimnazijski profesor, * 16. maj 1924, Maribor, † 5. december 2020, Ljubljana
Deloval je kot izredni profesor za predmete politična prakseologija, marksizem, sociologija, politologija, gimnazijski in visokošolski predavatelj filozofije, psihologije in ustavne ureditve.

## Izobraževanje
Osnovno šolo je obiskoval v Ljubljani do leta 1932, ko se je družina preselila v Sarajevo. Tam je leta 1942 končal gimnazijo. Julija 1941 je bil sprejet v SKOJ in do jeseni 1942 sodeloval v ilegalnih akcijah, ko so mu Nemci ubili očima. Tedaj se je z materjo preselil v Maribor, kjer je bil leta 1943 mobiliziran v nemško vojsko, od koder mu je čez eno leto uspelo pobegniti v Sarajevo. Tam je živel v ilegali vse do osvoboditve, med tem pa je v IV. brigadi KNOJ delal kot kulturno prosvetni referent do konca leta 1946, ko je bil demobiliziran in se je lahko vpisal na Ekonomsko fakulteto v Ljubljani. Diplomiral je leta 1951, nakar ga je CK KPS poslal na študij v Beograd na Inštitut družbenih ved. Po končanem študiju je od leta 1952 do 1958 delal kot profesor na Klasični gimnaziji v Mariboru, od 1959 do 1962 pa je deloval na Okrajnem komiteju ZKS kot predsednik ideološke komisije.

## Poklicna kariera
Od leta 1962 do 1971 je kot višji predavatelj poučeval filozofijo na Visoki šoli za politične vede v Ljubljani (preimenovani v FSPN – Fakulteta za sociologijo, politične vede in novinarstvo); decembra 1967 je na Visoki šoli političnih ved v Beogradu magistriral in naslednje leto oddal tudi vlogo za doktorsko disertacijo na temo Politični proces v dejavnosti ZK Slovenije in strokovni kadri v tej dejavnosti. Fakultetni svet je julija 1971 sprejel poročilo mentorja in imenoval komisijo za oceno primernosti disertacije za javni zagovor teze. Zaradi bolezni je leta 1971 redno teoretično delo na FSPN (danes FDV – Fakulteta za družbene vede) opustil in se zaposlil kot predavatelj na II. gimnaziji v Ljubljani (danes gimnazija Jožeta Plečnika). Do leta 1975 si je toliko opomogel, da je Svet fakultete (FSPN) zaprosil za podelitev naziva izrednega profesorja. Na podlagi objavljenih del, poročila strokovne in kadrovske komisije ter pozitivnega stališča habilitacijske komisije Univerze v Ljubljani ga je svet FSPN junija 1977 izvolil za izrednega profesorja za predmeta Politične prakseologije in Osnove marksizma, svet Ekonomske fakultete pa še istega leta za predmet Temelji sociologije in politologije. Januarja 1978 ga je Ekonomska fakulteta Borisa Kiriča v Ljubljani izbrala na razpisano delovno mesto fakultetnega učitelja. Leta 1980 se je lotil dokončanja doktorske disertacije na Fakulteti političnih ved v Beogradu, tema: Metode za učinkovito politično delovanje Zveze komunistov. Fakultetni svet je spomladi 1982 sprejel sklep o sprejemu prijave disertacije.
Spričo nedemokratičnih odnosov v stari Jugoslaviji, fašističnega nasilja med drugo svetovno vojno in krvave faze revolucije takoj po vojni in zaradi izkušenj s sprevrženim obnašanjem in miselnostjo nekaterih funkcionarjev, kar je imelo neslutene negativne posledice v razvoju nove države, si je Podmenik kot življenjski cilj zastavil prizadevanje za uresničevanje socialističnih idej in je zato vse svoje študijsko, publicistično in aktivistično delovanje posvetil »notranjim problemom«, ki so onemogočali uresničevanje socialističnih družbenih odnosov, pri čemer je vseskozi doživljal nestrpnost in šikane partijskih mogočnežev in organov. Po upokojitvi je spisal polemično študijo z naslovom »Kaj je ostalo od Zveze komunistov in 'komunizma' razen zločinov, korupcije, karierizma, spletkarjenja in kameleonov?« ali krajše »Kdo ni kameleon?«. Študije ni mogel objaviti, prav tako tudi ne naslednjih deset kritičnih študij, ki jih je poskušal objavljati približno vsaki dve leti kot polemike z aktualno miselnostjo in obnašanjem funkcionarjev raznih strank in ZZB.
Umrl je za posledicami okužbe s COVID-19 5. decembra 2020.

## Publikacije
Knjižna dela
- »Za učinkovitost Zveze komunistov« (1968) (COBISS)
- »Za samoupravno odgovornost« (1969)
- »Človek in socializem«, zbornik (1970)
- »Človek je osebnost in družbeno bitje«, trilogija (DU Tomo Brejc,1971)
- »Metode za sodobno delovanje ZK« (1971)
- »Kako vzgajati za socializem kljub idejnim razlikam« (1974)
- »Kriza in samoupravljanje v krajevni skupnosti« (1989)
- »Usodne dileme Zveze komunistov ali tretja možnost«
- »Zveza enakopravnih članov delavcev, občanov – ali/in manipulacija in boj za oblast strankarskih liderjev – ali diktatura partijsko/državnih aparatčikov«, zbornik (1989)
- »Kaj je ostalo od Zveze komunistov in 'komunizma' razen zločinov, korupcije, karierizma, spletkarjenja in kameleonov?« ali krajše: »Kdo ni kameleon?«, polemična študija (oktober 1990)
- »Nehajmo se sprenevedati ali manipulirati z narodom – apel poslancem v Državnem zboru, slovenskim medijem in glavnemu odboru Zveze združenj borcev in udeležencev NOB« (2002)
- »Nehajmo se sprenevedati ali odgovornost za zgodovino« (trilogija, 2009, samozaložba)
  1. »Slovenski partizansko-domobranski rašomon« 
  2. »Hudič vedno tiči v podrobnostih« 
  3. »Odgovornost (slovenskih) elit ali naroda za zgodovino«
- »Dobra volja in nemoč civilnih gibanj, ki želijo spremeniti kapitalizem«, priročnik (2012)
- »Človek in socializem«, zbornik (ponatis, založba Cicero, 2015)
- »Kako in zakaj je razpadel samoupravni realsocializem?« (samozaložba, 2016)
- »Kako razumeti nerazumnost vladajočih razumnikov« (samozaložba, oktober 2020)

Skripte / priročniki za univerzitetna predavanja na FSPN (FDV) in EF
- »Temeljni pojmi marksistične filozofije«
- »Človek in družba«
- »Temelji družboslovja«
- »Temelj sociologije in politologije«
- »Uvod v marksistično politično prakseologijo«
- »Metode za učinkovito politično delovanje I – IV«
- »Politična prakseologija problemsko - eksperimentalno (akcijsko) raziskovanje neučinkovitosti političnega delovanja (na primeru ZK)«